# Sidi Mohamed Ould Boubacar
Sidi Mohamed Ould Boubacar Boubacar (in arabo  سيدي محمد ولد بو بكر‎?; Atar, 31 maggio 1957) è un politico mauritano.
È stato Primo ministro della Mauritania per due mandati: dal 18 aprile 1992 al 2 gennaio 1996 e dal 7 agosto 2005 al 20 aprile 2007.